# Christian Lissarrague
Pour les articles homonymes, voir Lissarrague.
Christian Lissarrague alias Kick, né le 21 octobre 1957 à Bordeaux, est un chanteur de groupes de rock bordelais.

## Strychnine 1
Christian Lissarrague est le chanteur du groupe Strychnine fondé en 1977 avec  Jean-Pierre Sire et Claude Ghighi, deux camarades du lycée François Magendie de Bordeaux. Il participe alors avec eux au festival de Mont-de-Marsan et enregistre un an plus tard son premier album Jeux cruels. Le groupe apparait en 1980 dans le film La bande du Rex et un deuxième album, Je veux, sort en 1981. Le groupe se sépare neuf mois plus tard et Kick recommence alors une carrière avec Jean Garat (ex-STO) à la batterie et Christophe Campo à la basse. La formation joue alors sous le nom de "Kick".

## KicK
Dans les années suivantes, après plusieurs remaniements, la carrière artistique de Christian Lissarrague s'oriente vers un spectacle d'homme-orchestre avec guitare et boîte à rythmes. En 1985, Christophe Campo quitte le groupe Kick, provisoirement remplacé à la basse par le guitariste Luc Robène fraichement issu des Noirs Désirs. À son tour Jean Garat quitte le groupe, remplacé par Jean-Claude Bourchemin (dit Boubou), ancien batteur de Strychnine. Christian Lissarague recrute ensuite un bassiste, Christian Baccelli, et Luc Robène revient à la guitare. La formation poursuit ainsi sous le nom de Kick jusqu'en 1987, multipliant les concerts. Le groupe assure notamment la première partie des Anglais Frankie Goes to Hollywood lors du dernier concert de ce groupe à Bordeaux en avril 1987.

## Ze6
À partir de 1988, la formation change de nouveau de nom et de personnel. Kick 'n' Ze6 se compose de Christian Lissarrague au chant, de Luc Robène et de Patrick Mirandola aux guitares. La batterie est désormais confiée à une boite à rythme. Fin 1988, après la séparation de cette formation, Christian Lissarague travaille avec Parabellum pour leur Album blanc. Il continue sur scène sa formule guitare/chant et boîte à rythmes. En 1990, il est rejoint par Loran Béru de Bérurier Noir à la deuxième guitare. Le groupe est à son apogée, Kick et Loran étant tous deux à la guitare et au chant. Au niveau musical, ils sont influencés par le style de Bérurier Noir et la rage punk hardcore développée ultérieurement par Loran dans Tromatism. Ils jouent toute l'année, enregistrent un album qui ne sort pas et se séparent en 1991 au théâtre Barbey à Bordeaux lors de leur ultime concert. La seule trace audio du groupe est une K7 live pirate avec le groupe Molodoï où se trouve le morceau Nomades repris depuis dans le premier album des ramoneurs de menhirs et dans Tous les cris, le troisième album de Strychnine.

## Strychnine 2
Le groupe Strychnine se reforme en 2008 autour de Kick (Christian Lissarrague), du batteur Jean-Claude Bourchemin et de Luc Robène. Fin 2009, Strychnine rentre en studio pour enregistrer un nouvel album, Tous les cris, qui sort en avril 2010 chez Julie Production. D'autres projets sont en cours. En 2011, Kick reprend sa formule en solo avec guitare et boite à rythme pour enregistrer l'album Forcené, disponible sur le label Julie Production de Montpellier. Début 2013, un nouvel album, Le sens de la pente, contenant notamment les inédits de la période Kick - Kick 'n' ze 6 - Ze6 voit le jour.